# Cantone di Bourg-en-Bresse-2
Il Cantone di Bourg-en-Bresse-2 è una divisione amministrativa dell'arrondissement di Bourg-en-Bresse.
A seguito della riforma approvata con decreto del 13 febbraio 2014, che ha avuto attuazione dopo le elezioni dipartimentali del 2015, che comprende una parte della città di Bourg-en-Bresse e i seguenti comuni:
- Péronnas
- Saint-Denis-lès-Bourg
- Saint-Rémy